# Villamanta
Villamanta község Spanyolországban, Madrid tartományban. Villamanta Aldea del Fresno, Villamantilla, Villanueva de Perales, Sevilla la Nueva, Navalcarnero, Casarrubios del Monte, Valmojado és Méntrida községekkel határos. Lakosainak száma 2823 fő (2024).

## Népesség
A település népessége az utóbbi években az alábbiak szerint változott:
| Lakosok száma | 1663 | 1852 | 2192 | 2441 | 2505 | 2507 | 2491 | 2555 | 2714 | 2823 |
|               | 2001 | 2004 | 2007 | 2009 | 2012 | 2014 | 2017 | 2019 | 2022 | 2024 |